# Accident Compensation Corporation
Die Accident Compensation Corporation (ACC) (Māori: Te Kaporeihana Āwhina Hunga Whara; deutsch: Unfallentschädigungsgesellschaft) ist eine staatliche neuseeländische Versicherungsgesellschaft, die finanzielle Entschädigung und Unterstützung für alle Bürger und vorübergehende Besucher des Landes bietet, die Personenschäden erlitten haben. Grundlage für die ACC Stand 2023 ist der Accident Compensation Act 2001 in seiner Version vom 6. September 2023.

## Gründung
Die Versicherungsgesellschaft wurde im April 1974 von der Regierung Neuseelands auf Basis des Accident Compensation Act gegründet. Die gesetzliche Basis der Gesellschaft, die als eine Crown Entity ausgeführt ist, stellt heute der Accident Compensation Act 2001 dar.

## Die Gesellschaft heute
Die Gesellschaft wird heute von einem Vorstand geleitet, für den der Minister für ACC, aktuell Matt Doocey, verantwortlich ist und an diesen berichtet werden muss. Die Vorsitzende des Board ist Tracey Batten, die ihr Amt am 1. Dezember 2023 antrat. In dem betreffenden Jahr arbeiteten 3987 Personen permanent oder temporär in dem Unternehmen.

## Geschichte
Im Jahr 1900 verabschiedete die Neuseeländische Regierung unter dem Premierminister Richard Seddon mit dem Worker's Compensation Act ein Gesetz, das die Arbeitgeber verpflichtete, 
- zur Deckung von Kosten, die durch Verletzungen von Arbeitnehmer bei ihrer Arbeit entstanden, eine Versicherung abzuschließen,
- den verletzten Arbeitnehmern wöchentliche Entschädigungszahlungen zu gewährte und 
- Familien zu entschädigen, wenn Angehörige bei der Arbeit tödlich verletzt wurden. 
Die Zahlungen waren gering und galten nur für einen maximale Dauer von sechs Jahren ab dem Eintritt des Schadensfall. 1928 kam noch die Motor Vehicles Insurance hinzu, die Personen entschädigte, die durch Kraftfahrzeugunfällen verletzt wurden. Der Worker's Compensation Act kann somit als Vorläufer des Accident Compensation Act 2001 betrachtet werden.
Doch die betroffenen Personen, die Entschädigung erhielten, waren frustriert, da das gezahlte Geld nicht zur Unterstützung ausreichte. Die Regierung bildete daraufhin eine Royal Commission, die Vorschläge zur Überarbeitung des Gesetzes machen sollte. 1967 wurde daraufhin von der Kommission der Woodhouse Report, der nach dem Vorsitzenden Sir Owen Woodhouse benannt wurde, dem Parlament vorgelegt.
In dem Report wurde ein neues Programm zur Entschädigung bei Unfällen ohne Verschulden empfohlen, das:
– alle Kraftfahrzeugunfälle abdecken sollte. Kraftfahrzeughalter sollten eine Abgabe zur Finanzierung dieses Programms leisten,
– alle Verletzungen von Arbeitnehmern abdecken sollte, unabhängig davon, ob sie bei der Arbeit entstanden waren oder nicht,
– ein pauschaler Abgabensatz eingeführt werden sollte, den die Arbeitgeber zur Finanzierung der Kosten für alle Verletzungen ihrer Arbeitnehmer zahlen sollten,
– eine Abgabe für Selbstständige eingeführt werden sollte, die zur Deckung der Kosten für Verletzungen bei der Arbeit und außerhalb der Arbeit dienen sollte,
– das Recht abgeschafft werden sollte, für jede Art von Verletzung zu klagen.
1972 passierte der darauf basierende Accident Compensation Act ohne Widerstand das Parlament. 1973 erweiterte die damalige Labour Regierung das Gesetz und schloss nun Studenten, nicht arbeitende Personen und Besucher Neuseelands in das Gesetz mit ein. Unter dem Namen Accident Compensation Commission trat das neue Gesetz ab April 1974 in Kraft und wurde weithin unter der Abkürzung ACC bekannt. Doch weitere Kritik an dem Gesetz kam in den Jahren auf. So wurde u. a. mit dem Accident Insurance Act 1998 eine staatseigene Firma gegründet, die für die Einnahmen der Versicherungsbeiträge und die Bearbeitung der Schadensfälle sowie der Unterstützungs und Entschädigungszahlungen an die betroffenen Personen zuständig ist.
Im Jahr 2001 wurde das Gesetzt abermals überarbeitet und ging als Accident Compensation Act 2001 durchs Parlament und trat am 1. April 2002 in Kraft. Seine letzte Überarbeitung erfuhr das Gesetz mit dem Accident Compensation Amendment Act 2010.

## Zweck des Gesetzes
Der Zweck des Gesetzes lautet entsprechend der Version vom 6. September 2023 wie unten stehend folgt:

### Im Original (englisch)
The purpose of this Act is to enhance the public good and reinforce the social contract represented by the first accident compensation scheme by providing for a fair and sustainable scheme for managing personal injury that has, as its overriding goals, minimising both the overall incidence of injury in the community, and the impact of injury on the community (including economic, social, and personal costs), through—
(a) establishing as a primary function of the Corporation the promotion of measures to reduce the incidence and severity of personal injury:
(b) providing for a framework for the collection, co-ordination, and analysis of injury-related information:
(ba) ensuring that the Corporation monitors access to the accident compensation scheme by Māori and identified population groups in order to deliver services under this Act in a manner that supports access to the scheme by injured Māori and injured persons in those population groups:
(c) ensuring that, where injuries occur, the Corporation’s primary focus should be on rehabilitation with the goal of achieving an appropriate quality of life through the provision of entitlements that restores to the maximum practicable extent a claimant’s health, independence, and participation:
(d) ensuring that, during their rehabilitation, claimants receive fair compensation for loss from injury, including fair determination of weekly compensation and, where appropriate, lump sums for permanent impairment:
(e) ensuring positive claimant interactions with the Corporation through the development and operation of a Code of ACC Claimants’ Rights:
(f) ensuring that persons who suffered personal injuries before the commencement of this Act continue to receive entitlements where appropriate.

### In der Übersetzung (deutsch)
Der Zweck dieses Gesetzes ist es, das öffentliche Wohl zu verbessern und den Gesellschaftsvertrag zu stärken, der durch das erste Unfallentschädigungssystem repräsentiert wird, indem ein gerechtes und nachhaltiges System für den Umgang mit Personenschäden geschaffen wird, das als übergeordnetes Ziel sowohl die Gesamthäufigkeit von Verletzungen in der Gemeinschaft als auch die Auswirkungen von Verletzungen auf die Gemeinschaft (einschließlich wirtschaftlicher, sozialer und persönlicher Kosten) minimiert, indem
(a) Festlegung der Förderung von Maßnahmen zur Verringerung der Häufigkeit und Schwere von Personenschäden als eine der Hauptaufgaben der Gesellschaft:
(b) Schaffung eines Rahmens für die Sammlung, Koordinierung und Analyse von verletzungsbezogenen Informationen:
(ba) Sicherstellung, dass die Körperschaft den Zugang der Māori und bestimmter Bevölkerungsgruppen zum Unfallentschädigungssystem überwacht, um die Dienstleistungen im Rahmen dieses Gesetzes in einer Weise zu erbringen, die den Zugang verletzter Māori und verletzter Personen in diesen Bevölkerungsgruppen zum System unterstützt:
(c) Sicherstellung, dass im Falle von Verletzungen das Hauptaugenmerk der Gesellschaft auf der Rehabilitation liegt, mit dem Ziel, eine angemessene Lebensqualität durch die Gewährung von Ansprüchen zu erreichen, die die Gesundheit, Unabhängigkeit und Teilhabe des Antragstellers so weit wie möglich wiederherstellt:
(d) Sicherstellung, dass die Antragsteller während ihrer Rehabilitation eine angemessene Entschädigung für den durch die Verletzung entstandenen Schaden erhalten, einschließlich einer angemessenen Festsetzung der wöchentlichen Entschädigung und gegebenenfalls von Pauschalbeträgen für dauerhafte Beeinträchtigungen:
(e) Sicherstellung eines positiven Umgangs der Antragsteller mit der Gesellschaft durch die Entwicklung und Anwendung eines Kodex für die Rechte der ACC-Antragsteller:
(f) Sicherstellung, dass Personen, die vor dem Inkrafttreten dieses Gesetzes Personenschäden erlitten haben, weiterhin Ansprüche erhalten, wo dies angemessen ist.